# Kagrra,
Kagrra, (яп. カグラ) — японская рок-группа, образованная в 1998 году. Слово «Kagrra» является преднамеренным неправильным написанием японского слова 神楽 кагура, означающего «музыка богов» (традиционный японский танец).

## Состав и возраст
- Исси (вокал) (7 декабря 1978 - 18 июля 2011)
- Акия (гитара) (20 августа 1980 - )
- Син (гитара, кото) (11 сентября 1979 - )
- Нао (бас) (5 февраля 1979 - )
- Идзуми (ударные) (11 февраля 1979 - )

## Об участниках

### Исси
Вокалист группы. Имел пристрастие к литературе, что значительно отобразилось на текстах песен. Любил быть в центре внимания и часто примерял эпатажные образы во время шоу или фотосъёмок. Будучи консервативным, любил обычаи старой Японии, часто использовал в текстах песен древний японский язык.
25 июля 2011 года было объявлено, что 18-го числа вокалист группы скончался в своем доме. По желанию семьи причина смерти не разглашалась, а похороны проходили закрыто. За три дня до смерти Исси видели абсолютно здоровым. С момента распада группы в марте 2011 Исси работал над сольным проектом “shiki∞project” и даже закончил первый CD, который вышел в продажу в сентябре 2011 года. 28-29 июля должны были состояться концерты в клубе Act Square, что расположен в квартале Эбису в Токио, однако они превратились в вечера памяти певца.

### Акия
Гитарист. Пишет большую часть музыки группы. Открыт для всех стилей музыки. Как-то признался, что является большим поклонником творчества Бритни Спирс. Такая разнонаправленность помогает ему изучить все аспекты музыки.

### Син
Shin, кажется, говорит меньше всего во время интервью, отчего его часто дразнят другие участники группы. Большое внимание он уделяет технической стороне в музыке. Также заявляет, что его жизнь — музыка. Является поклонником группы LUNA SEA.

### Нао
Басист. Его басовые партии известны на всех J-rock-сообществах как одни из самых неповторимых и 'занятых'. Он часто говорит о своем старшем брате (который научил его игре на басу), и жизни дома в Хоккайдо. Он играет 4, 5, и 6-струнных бас-гитарах, но чаще всего это 5-струнный бас.

### Идзуми
Ударные группы. Он — очень способный барабанщик, и часто создает такие барабанные партии, которые держат целую песню. Идзуми имеет обыкновение говорить, что он был одним из лучших в джазе.

## История создания
Нао и Идзуми — друзья детства и ходили в одну и ту же школу в Хоккайдо. Однажды Идзуми спросил Нао, будет ли он играть на басу с ним и Исси в их группе. Син и Акия присоединились позже после того, как прошли прослушивание, устроенное для гитаристов, и с тех пор состав группы не изменялся.
В 2004 Нао, Идзуми и Акия организовали сторонний проект под названием Dragon Head, который был продолжением старой школьной группы, в которой Идзуми и Нао играли еще в школе, пригласив Акия в качестве гитариста. Вокалистом стал. Однако группа прекратила существование на следующий день после выпуска своего первого и последнего сингла Kono Omoi Todokimasuka. Год спустя группа возродилась под названием Devil Christ 13 и повторно выпустила песню, а также сняла на неё видеоклип.